# ژان-لوک گارنیه
ژان-لوک گارنیه (فرانسوی: Jean-Luc Garnier‎؛ زادهٔ ۲۲ مهٔ ۱۹۶۱) دوچرخه‌سوار اهل فرانسه است.